# Alie Sesay
Alie Sesay (Londra, 2 agosto 1994) è un calciatore sierraleonese con cittadinanza britannica, difensore del Thanh Hóa e della nazionale sierraleonese.

## Carriera

### Club
Nella sua carriera ha giocato in Inghilterra, Svezia, Grecia, Bulgaria, Azerbaigian ed Indonesia.

### Nazionale
Nel 2014 ha esordito in nazionale.

## Statistiche

### Cronologia presenze e reti in nazionale
| Cronologia completa delle presenze e delle reti in nazionale ― Sierra Leone | Cronologia completa delle presenze e delle reti in nazionale ― Sierra Leone | Cronologia completa delle presenze e delle reti in nazionale ― Sierra Leone | Cronologia completa delle presenze e delle reti in nazionale ― Sierra Leone | Cronologia completa delle presenze e delle reti in nazionale ― Sierra Leone | Cronologia completa delle presenze e delle reti in nazionale ― Sierra Leone | Cronologia completa delle presenze e delle reti in nazionale ― Sierra Leone | Cronologia completa delle presenze e delle reti in nazionale ― Sierra Leone |
| Data                                                                        | Città                                                                       | In casa                                                                     | Risultato                                                                   | Ospiti                                                                      | Competizione                                                                | Reti                                                                        | Note                                                                        |
| --------------------------------------------------------------------------- | --------------------------------------------------------------------------- | --------------------------------------------------------------------------- | --------------------------------------------------------------------------- | --------------------------------------------------------------------------- | --------------------------------------------------------------------------- | --------------------------------------------------------------------------- | --------------------------------------------------------------------------- |
| 11-10-2014                                                                  | Yaoundé                                                                     | Sierra Leone                                                                | 0 – 0                                                                       | Camerun                                                                     | Qual. Coppa d'Africa 2015                                                   | -                                                                           |                                                                             |
| 15-10-2014                                                                  | Yaoundé                                                                     | Camerun                                                                     | 2 – 0                                                                       | Sierra Leone                                                                | Qual. Coppa d'Africa 2015                                                   | -                                                                           | 40’ 47’                                                                     |
| 14-11-2014                                                                  | Abidjan                                                                     | Sierra Leone                                                                | 1 – 5                                                                       | Costa d'Avorio                                                              | Qual. Coppa d'Africa 2015                                                   | -                                                                           | 10’ 82’                                                                     |
| 22-7-2018                                                                   | Monrovia                                                                    | Liberia                                                                     | 0 – 0                                                                       | Sierra Leone                                                                | Amichevole                                                                  | -                                                                           |                                                                             |
| 9-9-2018                                                                    | Auasa                                                                       | Etiopia                                                                     | 1 – 0                                                                       | Sierra Leone                                                                | Qual. Coppa d'Africa 2019                                                   | -                                                                           |                                                                             |
| 13-11-2019                                                                  | Freetown                                                                    | Sierra Leone                                                                | 1 – 1                                                                       | Lesotho                                                                     | Qual. Coppa d'Africa 2021                                                   | -                                                                           |                                                                             |
| 17-11-2019                                                                  | Porto-Novo                                                                  | Benin                                                                       | 1 – 0                                                                       | Sierra Leone                                                                | Qual. Coppa d'Africa 2021                                                   | -                                                                           |                                                                             |
| 9-10-2020                                                                   | Nouakchott                                                                  | Mauritania                                                                  | 2 – 1                                                                       | Sierra Leone                                                                | Amichevole                                                                  | -                                                                           |                                                                             |
| 13-11-2020                                                                  | Benin City                                                                  | Nigeria                                                                     | 4 – 4                                                                       | Sierra Leone                                                                | Qual. Coppa d'Africa 2021                                                   | -                                                                           | 62’                                                                         |
| 9-6-2022                                                                    | Abuja                                                                       | Nigeria                                                                     | 2 – 1                                                                       | Sierra Leone                                                                | Qual. Coppa d'Africa 2023                                                   | -                                                                           | 64’                                                                         |
| Totale                                                                      |                                                                             | Presenze                                                                    | 10                                                                          |                                                                             | Reti                                                                        | 0                                                                           |                                                                             |